# Бельфон-Ла-Роз
Бельфон-Ла-Роз (фр. Bellefont-La Rauze) — муніципалітет у Франції, у регіоні Окситанія, департамент Лот. Бельфон-Ла-Роз утворено 1 січня 2017 року шляхом злиття муніципалітетів Кур, Ларок-дез-Арк i Вальруф'є. Адміністративним центром муніципалітету є Ларок-дез-Арк. Населення — 1201 особа (01.01.2021).